# 博胡姆昆達
博胡姆昆達（英語：Bohum Kunda）是甘比亞的一個城鎮，位於上河區的富拉杜東。根據甘比亞官方於2009年所作的人口調查數據顯示，居住在博胡姆昆達的總人口數量為722人。